# Passiflora pilosicorona
Passiflora pilosicorona Sacco – gatunek rośliny z rodziny męczennicowatych (Passifloraceae Juss. ex Kunth in Humb.). Występuje endemicznie w środkowej części Boliwii. 

## Morfologia
PokrójZdrewniałe, trwałe, owłosione liany.
LiściePotrójnie klapowane, ścięte u podstawy. Mają 6–11,6 cm długości oraz 5,8–12,7 cm szerokości. Ząbkowane, z ostrym wierzchołkiem. Ogonek liściowy jest owłosiony i ma długość 15–38 mm. Przylistki są skrzydlate o długości 10–18 mm.
KwiatyPojedyncze. Działki kielicha są podłużne, purpurowe, mają 4,5–8,5 cm długości. Płatki są podłużne, biało-różowo-purpurowe, mają 4–7 cm długości. Przykoronek ułożony jest w trzech rzędach, niebieskopurpurowy, ma 1–8 mm długości.
OwoceSą jajowatego kształtu. Mają 7 cm długości i 5 cm średnicy.

## Biologia i ekologia
Występuje wśród roślinności krzewiastej na wysokości 2400–3100 m n.p.m.